# Paremballonura atrata
Paremballonura atrata  (Peters, 1874) è un pipistrello della famiglia degli Emballonuridi endemico del Madagascar.

## Descrizione

### Dimensioni
Pipistrello di piccole dimensioni, con la lunghezza totale tra 63 e 69 mm, la lunghezza dell'avambraccio tra 40 e 41 mm, la lunghezza della coda tra 18 e 20 mm, la lunghezza del piede di 6 mm, la lunghezza delle orecchie tra 15 e 19 mm e un peso fino a 7,1 g.

### Aspetto
Il colore generale del corpo è uniformemente nero-brunastro, leggermente più chiaro sulle parti ventrali. Le orecchie sono lunghe ed appuntite. Il trago è basso e arrotondato. È privo delle caratteristiche sacche golari e alari presenti nella maggior parte dei membri della famiglia. Le membrane alari sono scure. La coda fuoriesce dalla superficie dorsale dell'uropatagio a circa metà della sua lunghezza. Il calcar è lungo circa quanto la tibia. 

### Ecolocazione
Emette ultrasuoni a frequenza modulata con massima energia sulla seconda armonica a 52,9 kHz.

## Biologia

### Comportamento
Si rifugia all'interno di grotte, crepacci o in zone con ammassi rocciosi in piccoli gruppi fino a 20 individui.

### Alimentazione
Si nutre di insetti.

## Distribuzione e habitat
Questa specie è diffusa lungo le coste orientali del Madagascar, dalla Baia di Antongil a Tolagnaro.
Vive nelle foreste relativamente intatte fino a 900 metri di altitudine.

## Conservazione
La IUCN Red List, considerato il vasto areale e nonostante il suo habitat sia in declino a causa della conversione in terreno coltivabile, classifica P. atrata come specie a rischio minimo (Least Concern).
Parte del suo areale ricade all'interno del parco nazionale di Andasibe-Mantadia e del parco nazionale di Midongy del Sud.